# 米珠曲德寺
米珠曲德寺，位于西藏自治区日喀则地区南木林县甲措乡白甲村，是一座藏传佛教寺院。

## 简介
米珠曲德寺是位于西藏自治区日喀则地区南木林县甲措乡白甲村的一座藏传佛教寺院。
2012年，米珠曲德寺僧人丹巴加参被评为西藏自治区爱国守法先进僧尼。